# 龙海基
龙海基，北宋云南东南部（今文山市一带）哈尼族土司。
龙海基原为六诏山区维摩、强现、王弄三部中强现部首领，“素为诸夷所服”，强现部在六诏山各大小部、寨中最为强盛，统领各部、寨。宋仁宗皇祐年间，向导狄青部将杨文广追击侬智高过境有功，被宋朝任命世领六诏山区。从此，哈尼的维摩、王弄、安南（舍资部）、牛羊、新现等部都隶属于他，接壤交趾国，龙氏于是领有六诏山南北，包括今丘北、泸西南部（在山北，为维摩部）、文山、砚山、西畴（均为强现部）、马关、麻栗坡（舍资部）、屏边（王弄部）等广大地区。幅员近二万五千平方公里。境内有四条水道可达南海，通往交趾各国。